# Luigi Chiarelli
Luigi Chiarelli (Trani, 7 luglio 1880 – Roma, 20 dicembre 1947) è stato un commediografo, scrittore, giornalista, critico teatrale e cinematografico italiano, iniziatore del genere grottesco contemporaneo.

## Biografia

### Primi anni
1880Luigi Chiarelli nasce, il 7 luglio, a Trani, da Carlo Chiarelli e Maria Teresa Fortunato, primo di cinque figli maschi (Alberto, Renato, Ugo, Bruno). Luigi ebbe il nome del nonno, ricco borghese palermitano discendente di antica famiglia emiliana, originaria di Cento. Questi si era arruolato nel 1860 con Garibaldi e, con il grado di capitano dei Cacciatori dell'Etna, aveva partecipato alla presa di Palermo. In clima patriottico, era cresciuto il figlio Carlo, nato nel 1847, che si sarebbe arruolato volontario nell'esercito italiano nel 1866. Nel 1878, Carlo Chiarelli si trasferì a Roma, impiegato alla Corte dei Conti; l'anno seguente si sposò. Luigi nasce a Trani, per scelta familiare (qui vive la famiglia d'origine della madre), ma viene subito, neonato, condotto a Roma e solo dopo molti anni conoscerà il paese natale.

### Dal liceo alle prime opere
1895Nel corso di quest'anno, Luigi, che frequenta il ginnasio al Visconti di Piazza del Collegio Romano, manifesta i primi segni della passione letteraria, dapprima attraverso la poesia, poi, con un dramma di taglio "moderno", Lena.
1896 - 1899Cresce in Chiarelli l'attrazione per il teatro e la vita teatrale del momento, a scapito degli studi canonici del liceo. È di questo periodo un romanzo, La Parabola, smarrito nel suo originale proprio dalla casa editrice Vecchi di Trani, che aveva accettato di pubblicarlo. Scrive un dramma di ambiente marinaro, La Pasqua delle rose, e due allegorie in versi, Assenzia e Ostia violata. Intraprende gli studi universitari, che interromperà ben presto per dedicarsi al teatro.

### L'ingresso nel mondo del lavoro
1900Travolto da un improvviso ed ambiguo gioco di borsa, a soli cinquantatré anni, muore il padre, Carlo. Luigi, ventenne e primogenito, deve abbandonare gli studi universitari per cercare lavoro.
1901Si impiega, subentrando al padre, alla Corte dei Conti, ma non sopporta che per pochi mesi l'abitudine all'ufficio. Assente, sempre più spesso e per più giorni, è costretto, ben presto, a dimettersi.

### Iniziazione, tra giornali e teatro
1902 - 1903Inizia a collaborare con versi e prose ai quotidiani L'Alfiere e La Patria. Per più di un anno, è critico drammatico per Foreign in Italy, un giornale stampato in quattro lingue. Con un buon tempismo, appena produce un primo dramma, Dissolvimento, lo fa leggere a Giuseppe Pietriboni, direttore della Compagnia di Virginia Reiter. Mancando però un ruolo adeguato alla prima attrice, Pietriboni lo segnala a Ettore Paladini, direttore della Compagnia di Teresa Mariani. Chiarelli prende a frequentare la Compagnia, entrando nelle simpatie di Vittorio Zampieri, marito della Mariani, che lo coinvolse, istrionicamente, senza rappresentarne il dramma, in amichevoli e interminabili sedute in trattoria, dopo gli spettacoli.
1904 - 1910Questi anni riflettono un'intensa e concreta iniziazione culturale di Chiarelli, che collabora a vari giornali, frequenta la saletta del Caffè Aragno, con un gruppo di amici, fra cui il poeta Arturo Onofri, fonda la Società dei Giovani Autori, cenacolo letterario, di cui viene eletto attivo presidente. Scrive, nelle pieghe, due drammi, Sorgente amara e Don Prospero Spada, e una commedia, Il terzo gode. La frequentazione con il teatro militante, fra slanci e quotidianità, invenzione e tecnica, maturano in Chiarelli il desiderio di farne compiutamente parte.

### Parigi e Milano
1911Soggiorna a Parigi per sei mesi, frequentando i circoli artistici di Montmartre. Al ritorno in Italia, fortemente influenzato da questa esperienza, decide di trasferirsi a Milano, più vicina all'Europa, centro di vita teatrale con maggiori possibilità di rapporti artistici. Assunto come inviato speciale del Secolo, viaggia nella Francia meridionale e soggiorna di nuovo a Parigi.
1912Il marchese Gino Monaldi, critico e giornalista, padre di Gastone Monaldi, attore romanesco e capocomico, sollecita la collaborazione di Chiarelli, esponendogli l'idea per un dramma storico di taglio patriottico. In sei notti, Chiarelli sviluppa il canovaccio che diviene un dramma, dal titolo Er Gendarme. Rappresentato con successo da Gastone Monaldi, fu poi ripreso in versione italiana dalla compagnia di Luigi e Vittorina Duse.

### Grottesco. Esordio e creazione:La Maschera e il volto
1913
Durante l'estate, in una camera della Pensione Piemontese di Via Marino 3, a Milano, scrive in venti notti un grottesco in tre atti, La Maschera e il volto. Il grottesco viene dato in lettura a Virgilio Talli, per tramite di Gabriele D'Annunzio, che era attore nella sua Compagnia, ma non ci fu risposta. Così come con la Compagnia stabile milanese di Marco Praga e la Compagnia di Armando Falconi. La commedia segna la fondazione del genere grottesco contemporaneo.
Sempre durante l'estate, e sempre in pochi giorni, scrive per l'autore Ferruccio Benini una commedia, La Portantina.
1914Si trasferisce a Torino, chiamato a dirigere la rivista Armi e politica, la cui pubblicazione verrà sospesa un anno dopo, all'entrata dell'Italia in guerra. Alfredo Sainati, direttore della Compagnia italiana del Grand Guignol, gli rappresenta due drammi in un atto, Extra dry e Una notte d'amore. Dalla prima è tratto il soggetto del film "Extra-dry: Carnevale 1910 - Carnevale 1913".
1916Sottopone nuovamente la commedia grottesca La Maschera e il volto, composta nel 1913 e rappresentata, in prima, dalla Compagnia Drammatica di Roma, il 31 maggio del 1916, al Teatro Argentina di Roma, a Virgilio Talli, ma nonostante l'interessamento di Dario Niccodemi, ancora con esito negativo. Poi, proprio alla vigilia della partenza per Terni, dove era stato richiamato in attesa del fronte, consegna ad Annibale Gabrielli, dietro suggerimento della moglie, il copione della commedia, che viene inclusa nel cartellone della Compagnia. La Maschera e il volto va così in scena. L'autore viene chiamato più volte alla ribalta con gli interpreti principali, Ernesto Ferrero, Giannina Chiantoni, Ettore Paladini. Il successo del grottesco, confermato a tutte le repliche e per nulla intaccato da alcuni dissensi di parte della critica, spinge Chiarelli a tentare per la terza volta con Talli, che convinto dai fatti accetta finalmente di mettere in scena il copione. La commedia conobbe così la consacrazione del debutto milanese, dove fu rappresentata il 25 agosto al Teatro Olimpia da Maria Melato, Annibale Betrone, Antonio Gandusio, Giulio Paoli, Ione Frigerio. Chiarelli ringrazia il pubblico plaudente nella divisa da ufficiale, che non aveva fatto in tempo a togliere, e che gli garantì, come a Roma, quell'ulteriore tocco di commossa simpatia che ben si sposava allo spirito della rappresentazione.
A dicembre, dopo una lunga convalescenza per i postumi di una broncopolmonite, che gli aveva valso il congedo, si sposa. Gradualmente, si occupa, a tempo pieno, dell'attività di commediografo e organizzatore di compagnie. La Maschera e il volto, inscenata dopo la prima, dal capocomico Virgilio Talli, riscuote un clamoroso successo ed apre la strada alla breve, significativa avventura del genere grottesco contemporaneo.

### Il Grottesco e la satira politica
1917Durante la primavera, completa La Scala di seta, un altro grottesco in tre atti che sarebbe stato rappresentato il 28 giugno seguente, al Teatro Argentina di Roma dalla Compagnia Drammatica Romana. Alla prima dello spettacolo, alcuni dissensi di parte circa il tono violentemente satirico dell'intreccio verso la classe politica, non intaccano lo smalto di un clamoroso successo dell'opera, che viene subito inclusa da Antonio Gandusio nel cartellone della sua Compagnia.
A Milano, la Compagnia Borisi-Micheluzzi mette in scena, nella versione in dialetto di Gino Rocca, La Portantina, la commedia che Chiarelli aveva scritto nel 1913 per Ferruccio Benini, e che questi, scomparso nel 1916, non aveva fatto in tempo a rappresentare. Sul finire dell'anno, scrive un grottesco di minore sorte, Le Lacrime e le stelle, un dramma con sfondi di guerra, debito non risolto alla situazione bellica del Paese. Esce la prima edizione della Maschera e il volto, Milano, Fratelli Treves editori. Nel 1920 esce una ristampa, della quale alcuni numeri (secondo migliaio) vengono rivenduti, timbrati con la data 11 febbraio 1922.

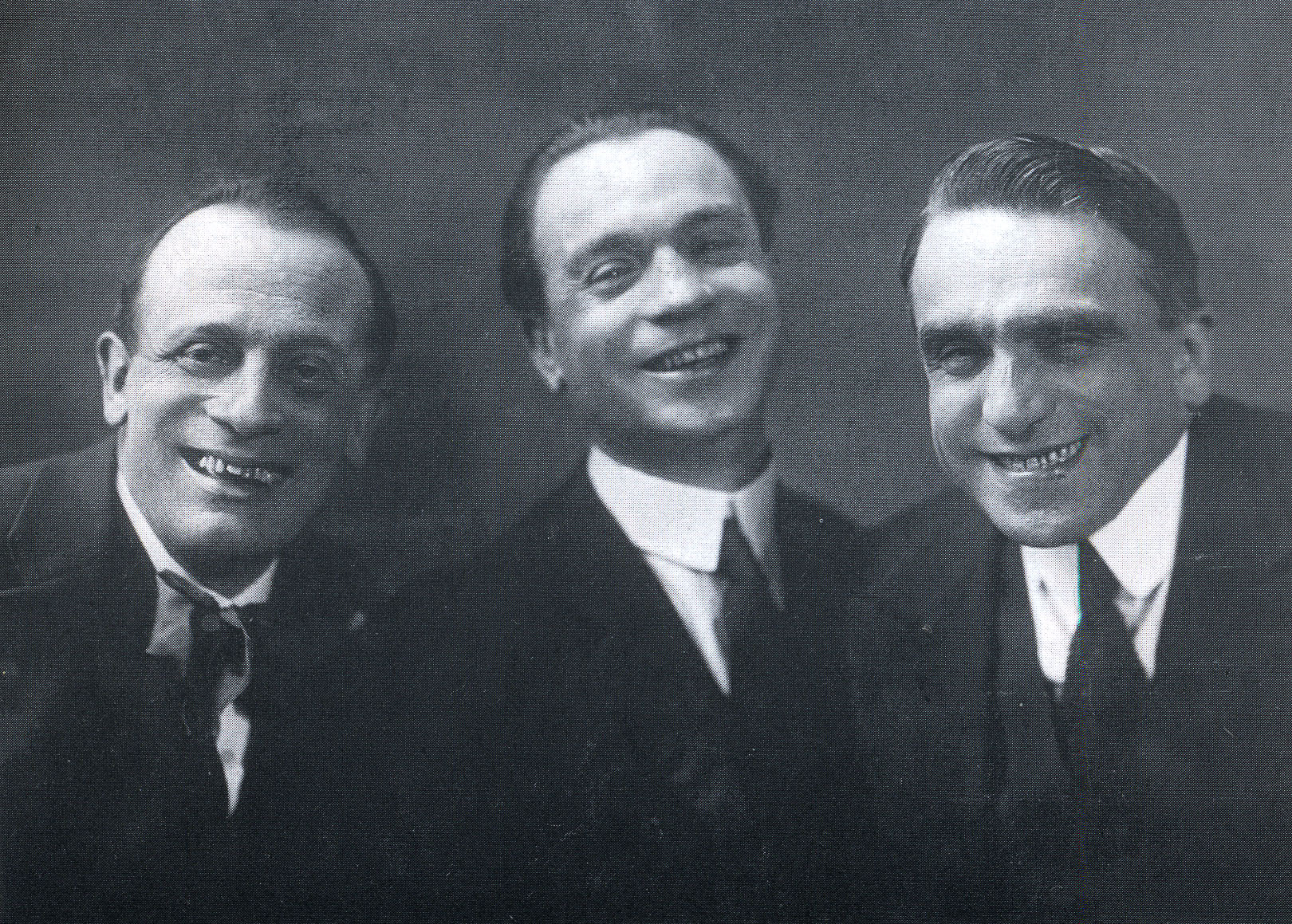
Leopoldo Fregoli, Luigi Chiarelli e Antonio Gandusio nel 1930

1918 - 1919Il 25 gennaio la Compagnia Drammatica Romana mette in scena, al Teatro Argentina di Roma, Le Lacrime e le stelle. Si va intanto diffondendo anche fuori d'Italia, l'eco del successo della Maschera e il volto, che viene rappresentata in marzo al Teatro Odeon di Buenos Aires dalla Compagnia Arte de arte. Nel 1919 la commedia fu rappresentata al Teatro Polski di Varsavia, nella traduzione dello scrittore polacco Perzyvski. Per Chiarelli si configura l'invidiata condizione di autore di successo, una indiscussa autorevolezza, che gli consente di entrare più e meglio nel meccanismo produttivo del teatro professionale. Con visto di censura del 1 giugno 1919, il 28 novembre dello stesso anno esce in prima visione a Roma, ma sicuramente prima in nord Italia, il film omonimo, con la regia di Augusto Genina e, quali interpreti principali, Italia Almirante-Manzini e Vittorio Rossi Pianelli per i Conti Grazia ed Ettore Piergiovanni per l'avvocato. Le recensioni negative al film, oggi restaurato partendo da una copia spagnola conservata presso la Filmoteca messicana della UNAM, oggi testimoniano il successo della commedia perché partono dal presupposto che "il lavoro di Chiarelli, grottesco sul palcoscenico del teatro di posa, diventando.... muto, sullo schermo avrebbe perso ogni valore e ogni significato". Con il sonoro non mancherà una ennesima trasposizione cinematografica, nel 1942, ad opera di Camillo Mastrocinque. In nessuno di questi casi Chiarelli partecipa alla scrittura del film e rare saranno le sue partecipazioni per altri soggetti, ma solo nei cinque anni tra il 1938 e il 1942, probabilmente perché chiamato a contribuire, dopo la nascita di Cinecittà, al rilancio del cinema italiano. Nel 1954, con Chiarelli già defunto, vi sarà anche una prima trasposizione televisiva per la regia di Claudio Fino, con Isa Miranda e Adriano Rimoldi nel ruolo dei Conti Grazia.
Sul finire del 1919, Chiarelli fonda a Roma la Compagnia Ars Italica, nella quale confluiscono i più importanti attori della Compagnia di Virgilio Talli, cui è riservata la direzione artistica. Ars Italica debutta all'Argentina di Roma, con La Locandiera di Carlo Goldoni, mentre nel corso della stagione 1918-1919, presenta Glauco, di Luigi Moselli, in una lunga tournée nazionale. Al termine della stagione, Chiarelli ne abbandona la direzione, probabilmente per contrasti sul repertorio, dedicandosi ufficialmente a un nuovo dramma, Chimere.
1920In febbraio, la Compagnia di Luigi Carini e Olga Gentili mette in scena, al Teatro Carignano di Torino, Chimere, commedia in tre atti.

### La CompagniaComoedia
1921Luigi Chiarelli fonda la Compagnia Comoedia, etichetta forse mutuata dal titolo della fortunata rivista su cui l'autore collaborava con una rubrica intitolata La Maschera e il volto. Della nuova Compagnia faranno parte Armando Falconi, Paola Borboni, Olga Gentili, Franco Becci, Umberto Melnati. Il debutto avviene il 25 febbraio, al Teatro Argentina di Roma, con Le Gaie spose di Windsor, di William Shakespeare, nella traduzione e adattamento di Chiarelli.
Frattanto, appena un mese prima, cadeva, al Teatro Valle di Roma, un nuovo grottesco di Chiarelli, La Morte degli amanti, nella messa in scena della Compagnia di Dina Galli e Amerigo Guasti. La rappresentazione ebbe successo grazie al coraggio ed allo spirito combattivo della Compagnia di Chiarelli.

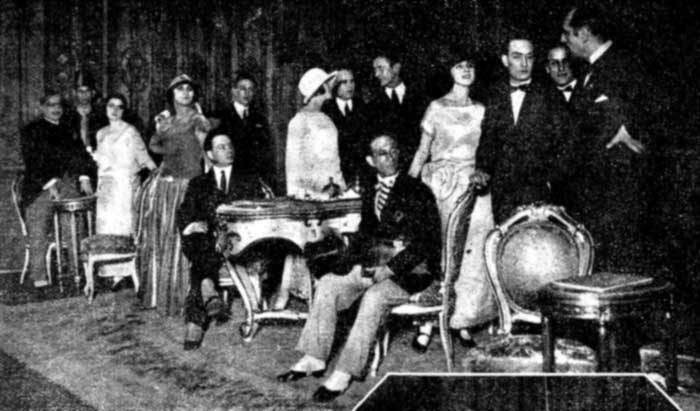
La Compagnia Niccodemi, dopo una rappresentazione di Fuochi d'artificio. Da sinistra a destra, il Marini, la Rissone, Vera Vergani, Luigi Chiarelli, l'Armani, Luigi Almirante, la Puccini, Luigi Cimara, il Brizzolari e Dario Niccodemi. Gli attori vestono ancora i panni di scena. Tratta da Comoedia, edizioni Mondadori, Milano, n. V, 1º marzo 1923

1922Seguendo l'ispirazione del momento, Chiarelli si ritira in una villa di Moltrasio, dove compone, in pochi giorni, la commedia in tre atti, Fuochi d'artificio.
1923Viene rappresentata, dalla Compagnia di Dario Niccodemi, al Teatro Alfieri di Torino, Fuochi d'artificio, che riscuote un vivo successo. Il testo esce su Comoedia, edizioni Mondadori, Milano, n. V, 1º marzo 1923. Verso la fine dell'anno, Chiarelli torna a stabilirsi a Roma, collaborando, fino all'estate seguente, come critico drammatico, al Corriere Italiano.
Su Comoedia n. XVII, 1º settembre 1923. A pag. 13, nella rubrica "Autori e attori in vacanza", esce una foto di Chiarelli, con una falce in spalla ed il seguente commento:
1924In Comoedia, n. IX, edizioni Mondadori, Milano, 10 maggio 1924, 50 pp. totali, pp. 13–33, viene pubblicata La Morte degli amanti, commedia in tre atti di Luigi Chiarelli, ambientata a Napoli.
A pag. 35 della stessa rivista, vi sono notizie ed alcune foto degli attori della versione inglese della Maschera e il volto, rappresentata il 4 febbraio, all'Everyman Theatre di Hampstead, un piccolo teatro di periferia, dove viene replicata per circa tre mesi. La rappresentazione viene ripresa in un grande teatro del centro, il Criterion e al Royalty, il teatro più importante del centro di Londra. La parte di Paolo Grazia, che nella versione inglese si chiama Mario Grazia, viene sostenuta, dapprima, dal notissimo attore Franklin Dyall, poi da Edmond Breon. Athene Seyler, che possiede doti comiche interpreta, con malizia e civetteria, Savina, la moglie di Paolo, mentre Dorothy Warren riscuote lodi per l'interpretazione di Elisa Zanotti, la moglie di Cirillo. Il successo è talmente improvviso e clamoroso da reclamare la presenza di Chiarelli a Londra. Il grottesco ripreso al Criterion, dove terrà il cartellone per altri sei mesi, venendo accolto da numerosi altri teatri inglesi. La partecipazione di Chiarelli al teatro internazionale e nazionale si fa, in questo perioso, più intensa. Nel febbraio, al primo Congresso Nazionale del Teatro presenta un progetto per l'istituzione di 'Teatri di stato'; nell'autunno si iscrive al Partito Nazionale Fascista.
1925Viene nominato presidente del Sindacato autori drammatici. In Comoedia, n. 29, edizioni Mondadori, Milano, 1º novembre 1925, p. 1064, Chiarelli, nella rubrica "La Maschera e il volto", da lui curata, esprime un parere contrario sulla proposta di Firmin Gémier, direttore dell'Odéon di Parigi, di istituire un progetto di mutua assistenza artistica su basi internazionali, per quanto riguarda il teatro.
1926Vincenzo Scarpetta lavora sul testo di Luigi Chiarelli. A p. 883 del testo "Storia del teatro napoletano", di Vittorio Viviani, Guida Editori, Napoli, 1969 si legge: "Un esperimento molto più interessante per Vincenzino (ndr, Vincenzo Scarpetta) fu l'incontro con Luigi Chiarelli de La Maschera e il volto, che divenne Chello che simmo e chello che parimmo. 'Felice' (ndr, si tratta del personaggio scarpettiano di Felice Sciosciammocca)qui è attore tragico: ...è turnata p' 'a scaletta d' 'a terrazza mentre io stevo sulo... Sperava d'essere perdunata... M'ha ditto tanta cose ca mo nun me ricordo... Ll'aggio afferrata p' 'e capille... ll'aggio menata 'ncopp'a a chillo divano... Essa se n'è scappata fore, l'aggio arrivata... ll'aggio afferrata pe' canna... s'è appuiata vicino 'o parapetto... pallida... se difendeva comme puteva... Nun ce aggio visto cchiù... Ll'aggio vista 'e cade' a mare... 'Nu tunfo... Me so' affacciato... 'E ddoie braccia soie 'a for'all'acqua ca se muvevano... Po' se n'è scesa sotto... po' è sagliuta 'n'ata vota... po' è turnata a scennere... Aggio visto sulo 'a capa... Po' nun aggio visto niente cchiù...". Questo estratto riassume la descrizione, inventata dal protagonista, dell'omicidio della moglie, che lo ha tradito.
1926 - 1930Viene nominato vicepresidente della Società Italiana degli Autori.

### Rivendicazione del primato nazionale sulle influenze estere

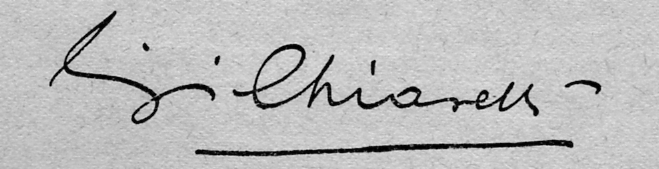
Riproduzione a stampa della Firma di Luigi Chiarelli, dalla rivista "Il Dramma", p. 27, 1º giugno 1929.

1929In Il Dramma, n. 67, Le Grandi Firme, Torino, 1º giugno 1929, pp. 25–27, Chiarelli, nell'articolo Due parole (che sono poi quattro), presenta la commedia Le Farfalle dalle ali di fuoco, di Giuseppe Bevilacqua. Già il 6 aprile del 1929, Chiarelli aveva introdotto l'opera al pubblico, durante la prima, tenuta al Teatro degli Arcimboldi di Milano.
Erano gli anni del fascismo e Chiarelli si trasforma da innovatore in conservatore sottolineando, come era già accaduto in passato, l'importanza dell'arte italiana e il rifiuto delle tendenze esterofile:
A p. 27, più avanti, nello stesso articolo, viene riprodotta la firma di Chiarelli, e la seguente chiusura: "Queste parole di Luigi Chiarelli precedono la pubblicazione della Commedia di Giuseppe Bevilacqua Le farfalle dalle ali di fuoco, come ne hanno preceduto la rappresentazione la sera del 6 aprile 1929, al Teatro degli Arcimboldi".
A p. 49 dello stesso numero, nella rubrica satirica Termocauterio esce un trafiletto su Chiarelli, che recita:

Il 3 novembre, realizzati vari esperimenti, viene diffuso il primo radiodramma ufficiale dell'EIAR: L'anello di Teodosio, soggetto giallo-poliziesco da lui scritto e diretto che egli suddivise in trenta fonoquadri (cfr., Autori e drammaturgie: enciclopedia del teatro italiano: il dopoguerra (1950-1990), a cura di Enrico Bernard, 2. ed. aggiornata, Roma, Editori & Associati, 1991, p. 84; Storie e memorie: la fiction italiana, l'Italia nella fiction: anno quattordicesimo, a cura di Milly Buonanno; contributi di Giovanni Bechelloni et al., Roma, Rai-ERI, 2003, p. 216).

Partecipa a Madrid al quarto Congresso delle Società degli Autori e viene eletto vicepresidente della Confederazione internazionale. Su richiesta di "Za Bum", società teatrale di Mario Mattoli e Luciano Ramo, scrive K41, rappresentazione drammatica in tre atti di spiccato taglio esotico e cinematografico, che verrà rappresentata in luna lunga tournée nazionale nella stagione 1929-1930.
1931In febbraio assiste a Londra alla prima di Fuochi d'artificio. Approfitta di questa occasione per esporre una serie di tele, come aveva fatto l'anno precedente a Ginevra. In settembre scrive di getto Un uomo da rifare dramma in sette atti e due sintesi, di cui compone le musiche e disegna i bozzetti per le scena.
1932In gennaio al Teatro Manzoni di Milano viene rappresentato Un uomo da rifare, con Lamberto Picasso nel ruolo del protagonista. La messa in scena si avvale di una Compagnia appositamente riunita per lo spettacolo. Nell'autunno trasferisce la sua residenza a Sanremo.
1933-34Fra il dicembre 1933 ed il gennaio 1934 scrive Una più due e Carne bianca, commedie in tre atti. Porta a conclusione Ninon, "rappresentazione mitica in tre atti" che aveva iniziato nel 1926. A questo periodo appartiene anche il grosso della produzione di novelliere: più di cento novelle apparse in massima parte su "La Stampa" di Torino, e più tardi raccolte in volume.
1935Il 9 aprile è invitato a Monaco a tenere una conferenza sulla civiltà romana presso la locale Accademia mediterranea. Il 16 maggio a San Remo la Compagnia di Armando Falconi mette in scena Una più due.

### Rapporti con i De Filippo
1937La sera del 17 febbraio 1937, la compagnia Merlini-Cialente rappresenta La morte degli amanti, di Chiarelli, nel Teatro del Casino Municipale di Sanremo.
La rivista Il Dramma, Società Editrice Torinese, Torino, 15 agosto 1937, nella rubrica "Asterischi", riporta la notizia di un incontro artistico fra Chiarelli e i De Filippo, nell'articolo "Luigi Chiarelli e Plauto", firmato da S.S., che cita il commediografo, dopo averlo intervistato: "...Naturalmente commedie siffatte (ndr. Si tratta dei Menecmi e dell'Aulularia reinterpretate da Chiarelli, su richiesta dell'on. Biagio Pace) hanno bisogno di una interpretazione efficace ed espressiva. debbono vivere in un'atmosfera ricca di colore e di sapore, nel clima mediterraneo nel quale vengono realizzate...".
Più avanti, S.S. riferisce "...Abbiamo chiesto i nomi degli attori, ma Chiarelli ci ha opposto un netto rifiuto: non sa nulla; ci sono delle trattative, ma niente di definitivo; è prematuro... Eppure noi abbiamo il vago ma fondato sospetto che a interpreti delle due commedie di Plauto saranno chiamati i fratelli De Filippo, e che essi non rifiuteranno di prestare la loro bella sensibilità alla realizzazione di un'impresa così affascinante e significativa. Una commedia di carattere come l'Aulularia, ché certamente Euclione, l'avaro, è un tipo chiaramente definito, e una commedia di situazioni, l'una più brillante dell'altra, come i Menecmi, avranno nei De Filippo gli interpreti meglio adatti a rilevarne, attraverso l'attenta e colorita espressione che è nella loro natura, la varia ricchezza dei frizzi, dei motti di spirito, dei giochi e degli equivoci...".
1938Esce Enea come oggi, di Luigi Charelli, Editrice Rispoli Anonima, Napoli, 1938. La copia n. 1484 riporta, a pag. 8, la seguente dicitura: "Nel frontespizio si è caduti in un errore: si è stampato Rappresentazione mimica in tre atti, invece di Rappresentazione mitica in tre atti".
Chiarelli è autore della sceneggiatura del film Sotto la croce del sud di Guido Brignone.
1939Oltre alle relazioni fra l'autore e l'Editrice Rispoli Anonima, di Napoli, esistono dei nessi, ancora poco indagati dalla critica, tra Luigi Chiarelli e il napoletano Eduardo De Filippo. A quest'ultimo, l'inventore del Grottesco dedicava il suo Pulcinella, commedia in tre atti, Editrice Rispoli Anonima, Napoli, 1939. Una copia del testo è conservata nella sezione teatrale "Lucchesi Palli", della Biblioteca Nazionale di Napoli.
La quinta pagina del volumetto, intitolata al drammaturgo napoletano, recita:
L'appellativo italianizzante "Edoardo", al posto di "Eduardo", è una definizione impropria, probabilmente dovuta al tipografo e non a Chiarelli. La trama, ambientata tra Brighton e Napoli, nell'anno 1873, introduce la vicenda del giovane Francesco Colella, figlio dell'ultimo grande Pulcinella napoletano. Il protagonista, dopo aver recitato fino a vent'anni come Pulcinella, emigra a Brighton, dove, naturalizzato inglese con il nome di Francis e fidanzato con la giovane, spocchiosa e ricca Barbara Duff, rifiuta l'arte paterna e la cultura napoletana. In seguito, alla morte del genitore, Francesco ritorna a Napoli, ne subisce il fascino, rinnega l'esperienza anglosassone ed accetta, sua sponte, di indossare la maschera, ripudiando la compagna per sposare l'antica fidanzata napoletana.
1939Collabora al settimanale Film redigendo numerose recensioni di pellicole di successo distribuite nell'anno, tra le quali Batticuore e Mille lire al mese

### Verso la fine
1939Luigi Chiarelli pubblica La morte degli amanti, Editrice Rispoli Anonima, Napoli, 1939. Dalla fascetta della copia n. 862: "... l'autore risponde con uno sberleffo amaro, che dissimula appena il suo profondo disgusto. Disgusto che di riflesso comprende anche il teatro borghese col triangolo inevitabile..."
Esce Il Cerchio Magico, Editrice Rispoli Anonima, Napoli, 1939. La fascetta della copia n. 1371 recita: "Teatro magico: i fatti dello spirito proiettati sui piani della realtà concreta". Dalla pag. 4 "Questa commedia è stata rappresentata per la prima volta la sera del 17 febbraio 1937-XV dalla compagnia Merlini-Cialente, nel Teatro del Casino Municipale di San Remo".
1940In marzo traduce Don Juan Tenorio, di José Zorilla. Nell'ottobre scrive un dramma in 3 atti, Enrico VIII, che sarà trasmesso nel 1948 da Radio Roma.
1941In giugno viene nominato Consigliere della Corporazione dello Spettacolo.
1942Scrive l'introduzione del libro di Mario Corsi, Maschere e volti sul palcoscenico e in platea, Casa Editrice Ceschina, Milano, 1942.
1944Luigi Chiarelli pubblica Karakè e altri racconti, Editoriale romana, Roma, 1944. La raccolta comprende, in 218 pagine, 27 racconti: Karaké; La rivelazione; Oro incenso e mirra; La testa di un uomo di testa; Gli ultimi due giorni di vita; Ho perso il treno; Zelinda e il mostro; A bocca asciutta; Quel lunedì; Fare e disfare; Leggere e scrivere; Un saggio; L'ultima dimora; La goccia; Essere nessuno; Caccia piccola; Salto in lungo; Demostene; Fine di stagione; L'eco; La vita è bella; Il fidanzato di Maria; Divinità perduta.
1945Riassume la carica di presidente del Sindacato degli Autori Drammatici. Esercita la critica cinematografica per il quotidiano di Roma Il Tempo.
1946Scrive Natale 1945, dramma in un atto che sarà trasmesso nel 1947 da Radio Roma, ed Essere, una commedia in tre atti, di sapore antiesistenzialista, inedita ma rappresentata poi il 3 giugno 1953, al Teatro Pirandello di Roma, dalla Compagnia del Teatro Italiano.
1947Luigi Chiarelli, dopo una lunga malattia, muore a Roma, il 20 dicembre del 1947.

## Prosa radiofonica
- K 41, di Luigi Chiarelli, con Franco Becci, Giuseppe Galeati, Edoardo Borelli, Leo Chiostri, Emilio Calvi, sabato 26 febbraio 1933.(EIAR)
- Un uomo da rifare, tre atti di Luigi Chiarelli, con Guido De Monticelli, Carlo D'Angelo, Renata Salvagno, Roberto Bertea, regia di Enzo Convalli, trasmessa il 12 gennaio 1950, nella rete azzurra.

## Filmografia parziale
- Extra-Dry, regia di Gino Calza Bini (1914)
- La maschera e il volto, regia di Augusto Genina (1919)
- La scala di seta, regia di Arnaldo Frateili, (1920)
- Chimere, regia di Baldassarre Negroni (1921)
- Fuochi d'artificio, regia di Gennaro Righelli (1938)
- La maschera e il volto, regia di Camillo Mastrocinque (1942)
- La maschera e il volto, regia di Flaminio Bollini (1965) - film per la tv

## Opere
- Il gendarme, tre atti, 1912 -
- Extra dry, un atto, 1913 -
- Una notte d'amore, un atto, 1913 -
- La portantina, tre atti, 1913 -
- La maschera e il volto, tre atti, 1913 -
- La scala di seta, tre atti, 1917 - Firenze, Bemporad, 1922
- Le lacrime e le stelle, tre atti, 1917 -
- Chimere, tre atti, 1919 -
- La morte degli amanti, tre atti, 1919 -
- Fuochi d'artificio, tre atti, 1922 -
- Ciclo delle noci di cocco, un atto, 1926 -
- Jolly, tre atti, 1927 - Milano, Treves, 1929
- La previdente Lucilla, un atto, 1928 -
- Don Juan, un atto, 1929 -
- K. 41, tre atti, 1929 -
- L'anello di Tedosio, radiocommedia in 30 fonoquadri, 1929 -
- Un uomo da rifare, tre atti, 1931 - Napoli, Ed. Rispoli anonima, 1939
- Les tripes à la mode de Caen, 1925 -
- Leggere e scrivere, 1929 -
- L.E.F., 1930 -
- Clara ha ragione, 1932 -
- La reginetta, 1928 -
- L'errore necessario, 1930 -
- Il libro nero, 1928 -
- Lettere d'amore, 1931 -
- Una più due, tre atti, 1933 -
- Carne bianca, 1934 -
- Ninon, tre atti, 1926-1934 -
- La follia d’oro, un atto, 1935 -
- Il cerchio magico, tre atti, 1936 -
- Pulcinella, tre atti, 1937 -
- Enea come oggi, tre atti, 1937 - Napoli, Ed. Rispoli anonima 1939
- Moneta falsa, tre atti, 1939 -
- Enrico VIII, tre atti, 1940 -
- Il teatro in fiamme, tre atti, 1944 -
- Scandalo, tre atti, 1944 -
- Natale 1945, un atto, 1946 -
- Essere, tre atti, 1946.

### In volume
- Pulcinella, Napoli, Rispoli Anonima, 1939, ISBN non esistente
- Karakè e altri racconti, Roma, Editoriale romana, 1944, ISBN non esistente
- La maschera e il volto in Teatro grottesco del Novecento (a cura di Gigi Livio), Milano. Mursia, 1965, ISBN non esistente
- Luigi Chiarelli, La Maschera e il volto ed altri drammi rappresentati 1916-18 (a cura di Giancarlo Sammartano), Roma, Bulzoni, 1988, ISBN non esistente